# Aristone di Chio
Aristone di Chio (in greco antico: Ἀρίστων ὁ Χίος?, Arístōn ho Chíos; Chio, III secolo a.C. – ...) è stato un filosofo e scrittore greco antico.

## Biografia
Nacque a Chio, isola greca posta nell'Egeo orientale; per il resto sono scarsi i dati sulla sua vita.
Si sa che fu seguace di Zenone di Cizio e dello stoicismo dal quale però in parte si distaccò per fondare una propria scuola (detta degli Aristonei) nel Cinosarge. La sua dottrina fu in qualche misura influenzata da quella di Socrate ed egli cercò di operare una mediazione tra la morale stoica e quella socratica. Subì anche - seppure in misura non considerevole - l'influenza della scuola cinica soprattutto sulla rilevanza degli aspetti etici che, secondo Aristone, hanno la precedenza su ogni altro tipo di indagine che riguardi l'uomo o la natura in generale.
Per via della sua eloquenza era soprannominato "la Sirena".

## Pensiero e opere
Secondo quanto ci tramanda Diogene Laerzio, nelle sue Vite dei filosofi, Aristone fu colui che introdusse il concetto di "indifferenza". Inoltre, di lui conosciamo la sua opinione in merito ai discorsi, che il filosofo riteneva ragnatele, perfetti dal punto di vista tecnico, ma del tutto inutili. Inutile è anche - a parere di Aristone - la logica, mentre la fisica è "al di sopra di noi". È opportuno, invece, considerare esclusivamente l'etica, la cosa più importante per l'uomo.
Delle sue opere non ci sono giunti che pochi frammenti , ma secondo Diogene Laerzio ad Aristone erano attribuite le seguenti opere: Due libri di Esortazioni; Sulle dottrine di Zenone; Dialoghi; 6 libri di Lezioni; 7libri di Diatribe sulla sapienza; Diatribe relative all'amore; Appunti sulla vanagloria; 25 libri di Appunti; 3 libri di Memorabili; 11 libri di Sentenze; Contro i retori; Repliche alle critiche di Alessino; 3 libri Contro i dialettici; Contro Cleante; 4 libri di Lettere.